# El estado de la Unión
El estado de la Unión (State of the Union) es una película estadounidense de 1948, dirigida por Frank Capra, con Spencer Tracy y Katharine Hepburn en los papeles principales. 
Basada en  la obra teatral escrita por Russel Crouse y Howard Lindsay, ganadora del Premio Pulitzer en 1946. 

## Argumento
Impulsado por Kay Thorndyke (Angela Lansbury), directora de un periódico, el magnate Grant Matthews (Spencer Tracy) se postula como candidato a Presidente de los Estados Unidos por el Partido Republicano pero su tarea requerirá compromisos incómodos a niveles tanto políticos como matrimoniales.
Antes de embarcarse en la carrera presidencial y a instancias de su director de campaña, Spike McManus (Van Johnson), Grant se reúne con Mary (Katharine Hepburn), su esposa, de quien está separado. Aun sabiendo que su esposo y Thorndyke tienen un romance, Mary hace el papel de la adorable esposa de Matthews, ya que conoce los sólidos valores de éste. Pero cuando su esposo traiciona sus creencias para conseguir más votos, Mary cuestiona sus propias acciones y la confianza en Grant. Sin embargo, cuando se da cuenta del efecto de sus acciones sobre Mary, Grant denuncia en medio de un programa de radio en vivo, al grupo que lo respalda políticamente, calificándolos de deshonestos, y declara que continuará su campaña en forma independiente. Finalmente, Grant y Mary se reconcilian.

## Reparto
| Película          | Papel               | Teatro            |
| ----------------- | ------------------- | ----------------- |
| Spencer Tracy     | Grant Matthews      | Ralph Bellamy     |
| Katharine Hepburn | Mary Matthews       | Ruth Hussey       |
| Van Johnson       | Spike McManus       | Myron McCormick   |
| Angela Lansbury   | Kay Thorndyke       | Margalo Gillmore  |
| Adolphe Menjou    | Jim Conover         | Minor Watson      |
| Lewis Stone       | Sam Thorndyke       | no aparece        |
| Howard Smith      | Sam I. Parrish      | Herbert Heyes     |
| Charles Dingle    | Bill Noland Hardy   | Victor Sutherland |
| Maidel Turner     | Lulubelle Alexander | Maidel Turner     |
| Raymond Walburn   | Juez Alexander      | G. Albert Smith   |
| Margaret Hamilton | Norah               | Helen Ray         |
| Art Baker         | Radio Announcer     | no aparece        |
| Florence Auer     | Grace Orval Draper  | Aline McDermott   |
| Irving Bacon      | Buck Swanson        | no aparece        |

## Comentarios
La película fue el primer y único proyecto realizado por Capra para la Metro-Goldwyn-Mayer. El guion, escrito por Myles Connolly y Anthony Veiller, se diferencia principalmente de la obra teatral debido a la ausencia del tono sarcástico y la temática más controvertida, presentes en el original.
Capra adquirió la película, que había sido coproducida por su propia compañía (Liberty Films) y MGM, luego de su estreno en los cines. Cuando Liberty Films se declaró en quiebra, sus bienes fueron comprados por Paramount Pictures. Desde entonces, la disponibilidad del film en VHS ha sido limitada y, hasta hace poco, no existía en formato DVD. En la actualidad, EMKA, Ltd./NBC Universal es propietaria de los derechos de la película por formar parte de la filmoteca previa a 1950 de la Paramount. Universal Studios Home Entertainment lanzó una versión en DVD el 29 de agosto de 2006.